# Saladar de Lo Poyo
 (août 2025).
Le saladar de Lo Poyo (pré-salé) est un espace protégé situé sur la rive du Mar Menor, entre Los Urrutias et Los Nietos, sur la commune de Carthagène dans la communauté autonome de la région de Murcie en Espagne.
En tant que lieu protégé il est compris dans les Espaces ouverts et îles du Mar Menor avec la catégorie de Parc naturel, LIC et ZEPA.

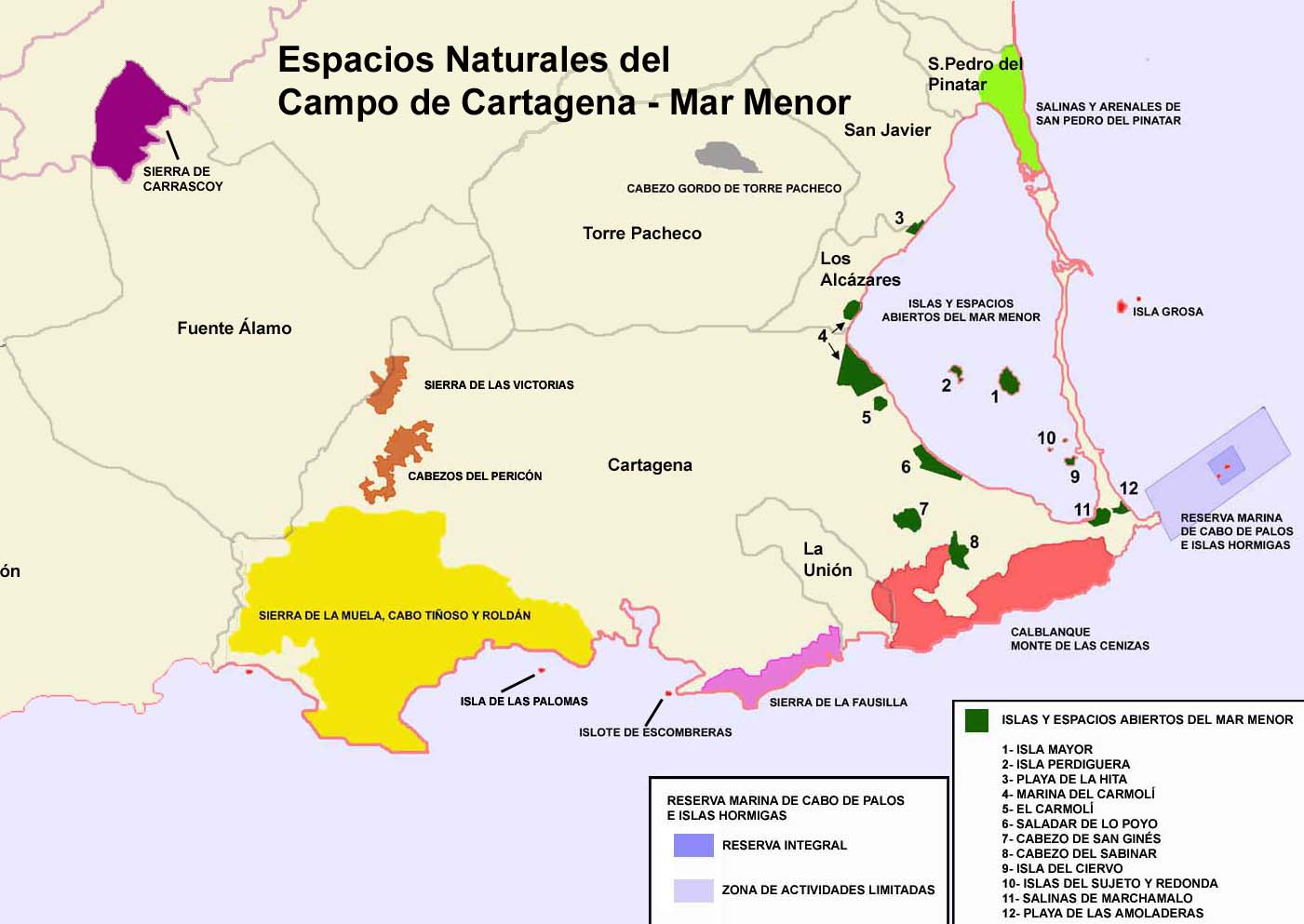
Situation de Lo Poyo dans les espaces protégés du Campo de Cartagena. Numéro 6 du plan.

L'espace protégé du Poyo forme une zone humide située au sud du littoral du Mar Menor. Il est constitué par d'anciens marais salants, actuellement abandonnés, qui avaient été établis sur une lagune intérieure.

## Végétation
La végétation se distribue en trois zones bien différenciées. Par la singularité et la diversité des espèces qui y sont présentes, les zones de bancs de sable et les pré-salés ont été proposées comme micro-réserve botanique.

### Roselières
Elles sont formées majoritairement de roseaux communs (Phragmites australis), qui occupent les zones desséchées des anciens marais salants.

### Bancs de sable
Ils sont situés dans la bande qui sépare les anciens marais salants de la mer. Dans ces bancs de sable, se trouvent des espèces propres de la végétation des dunes comme l'échinophore épineuse (Echinophora spinosa), l'immortelle des dunes (Helichrysum stoechas), le coris de Montpellier (Coris monspeliensis), le lis maritime (Pancratium maritimum) ou le Lycium intricatum. Il faut y ajouter la présence de quelques exemplaires de la "esparraguera" du Mar Menor (Asparagus macrorrhizus), une espèce endémique de l'environnement de la lagune et en danger critique d'extinction.

### Pré-salés
Un pré-salé se caractérise par un sol chargé de sels (principalement des chlorures) et qui, en plus, a un niveau phréatique proche de la surface. La végétation qui pousse sur ces sols, capable de tolérer le sel, est dite halophile.
Dans le cas du pré-salé de Lo Poyo, cette végétation est composée majoritairement de soude ligneuse (Suaeda vera) salicorne (Sarcocornia fruticosa), Limonium caesium, Limonium cossonianum et tamaris (Tamarix boveana).

## Problèmes environnementaux
Certains sites de cet espace protégé se trouvent spécialement altérés par la présence de résidus à haute teneur en métaux lourds - plomb et zinc principalement - ainsi que d'arsenic, produit du lessivage du minerai originaire des mines de La Union proches, qui ont atteint cet espace à travers les cours d'eau intermittents qui débouchent dans le Mar Menor.
De récentes études réalisées par l'Université Polytechnique de Carthagène proposent, comme moyen de nettoyer ces espaces contaminés, l'inondation des anciennes zones humides et et le reboisement avec diverses espèces végétales
Dans le pré-salé de Lo Poyo il y a des millions de tonnes de résidus miniers véhiculés par la Rambla del Beal avec des quantités de zinc allant jusqu'à 31.000 mg/kg et de plomb jusqu'à 18.000 mg/kg (1.000 mg/kg est déjà énorme), sans compter de très grandes concentrations de manganèse, cadmium, arsenic et cuivre.
D'autre part, les bancs de sable se trouvaient profondément dégradés en raison du passage incontrolé de véhicules et de la présence d'espèces allochtones. Récemment, en 2014, les chemins qui traversaient les bancs de sable ont été coupés, la végétation allochtone éliminée, et une campagne de reboisement a été réalisée avec des espèces autochtones, parmi lesquelles la plus remarquable est le genévrier méditerranéen (Juniperus turbinata), espèce en danger d'extinction dans la Région de Murcie,.

## Géographie
Le Saladar de Lo Poyo se situe dans l'ensemble des espaces ouverts et îles du Mar Menor qui comprend cinq îles volcaniques, les restes d'un ancien volcan, des plages, des salines et des lagunes.

## Galerie photographique

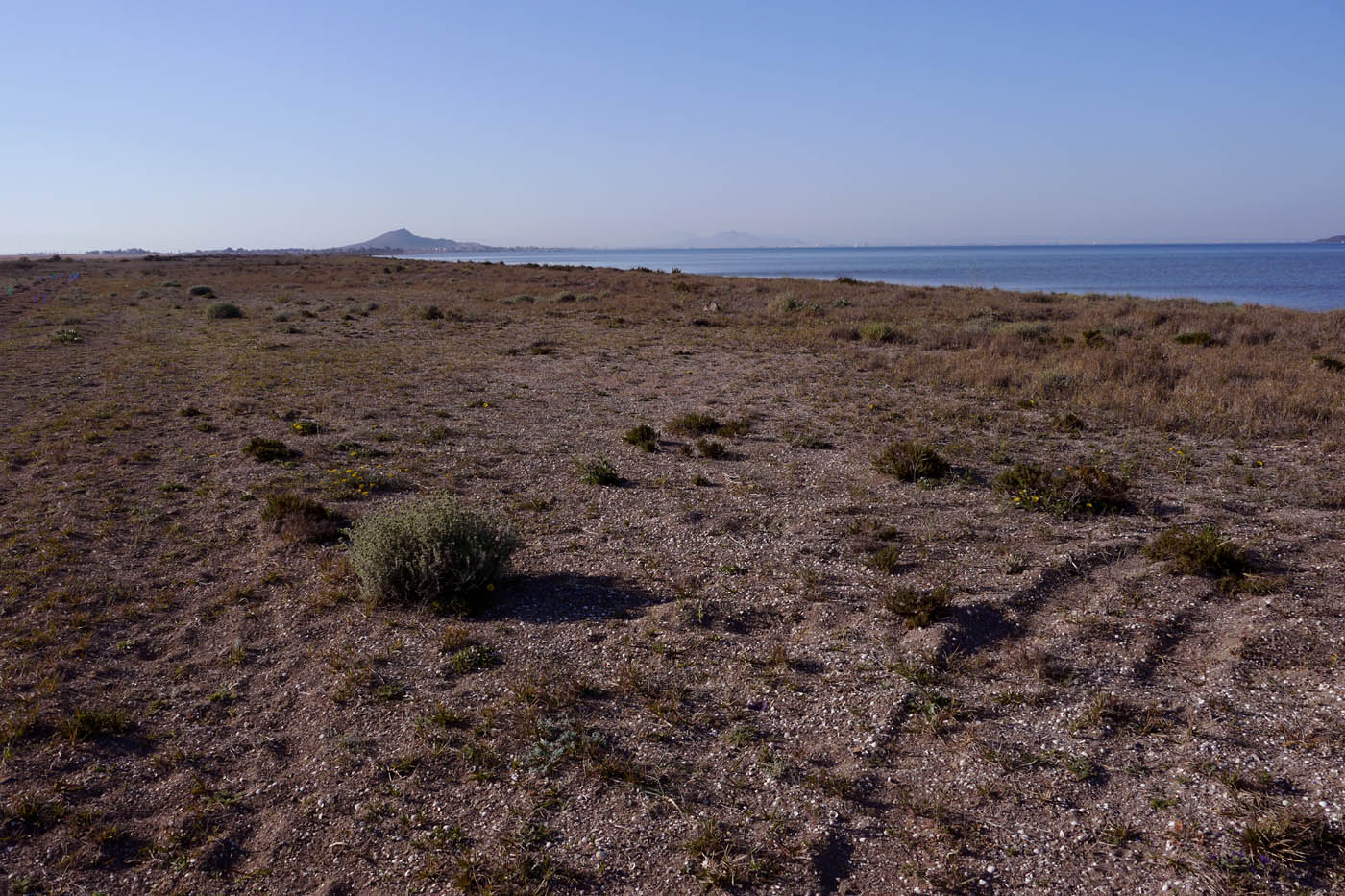
Vue du Carmolí depuis Lo Poyo
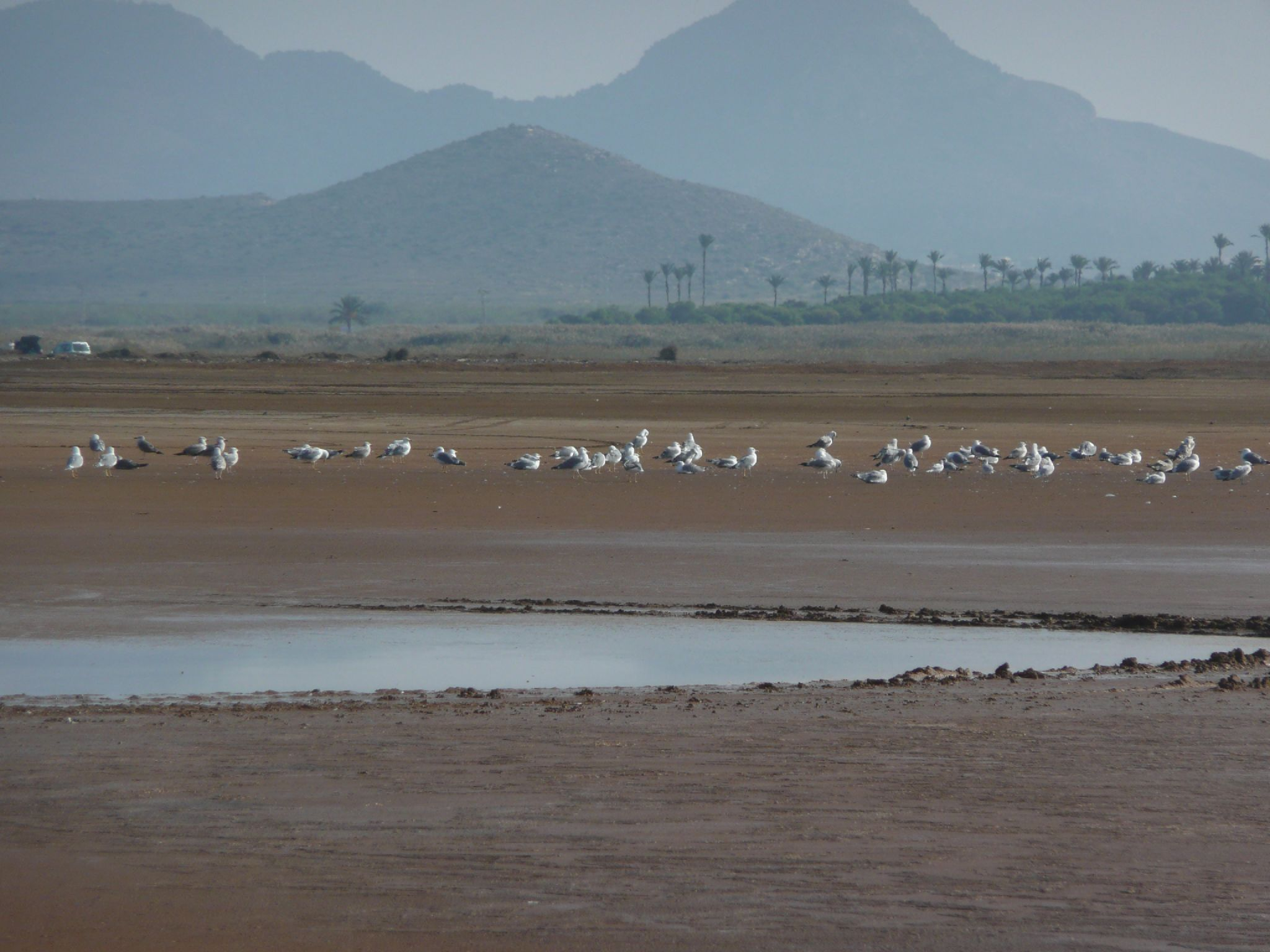
Oiseaux dans Lo Poyo
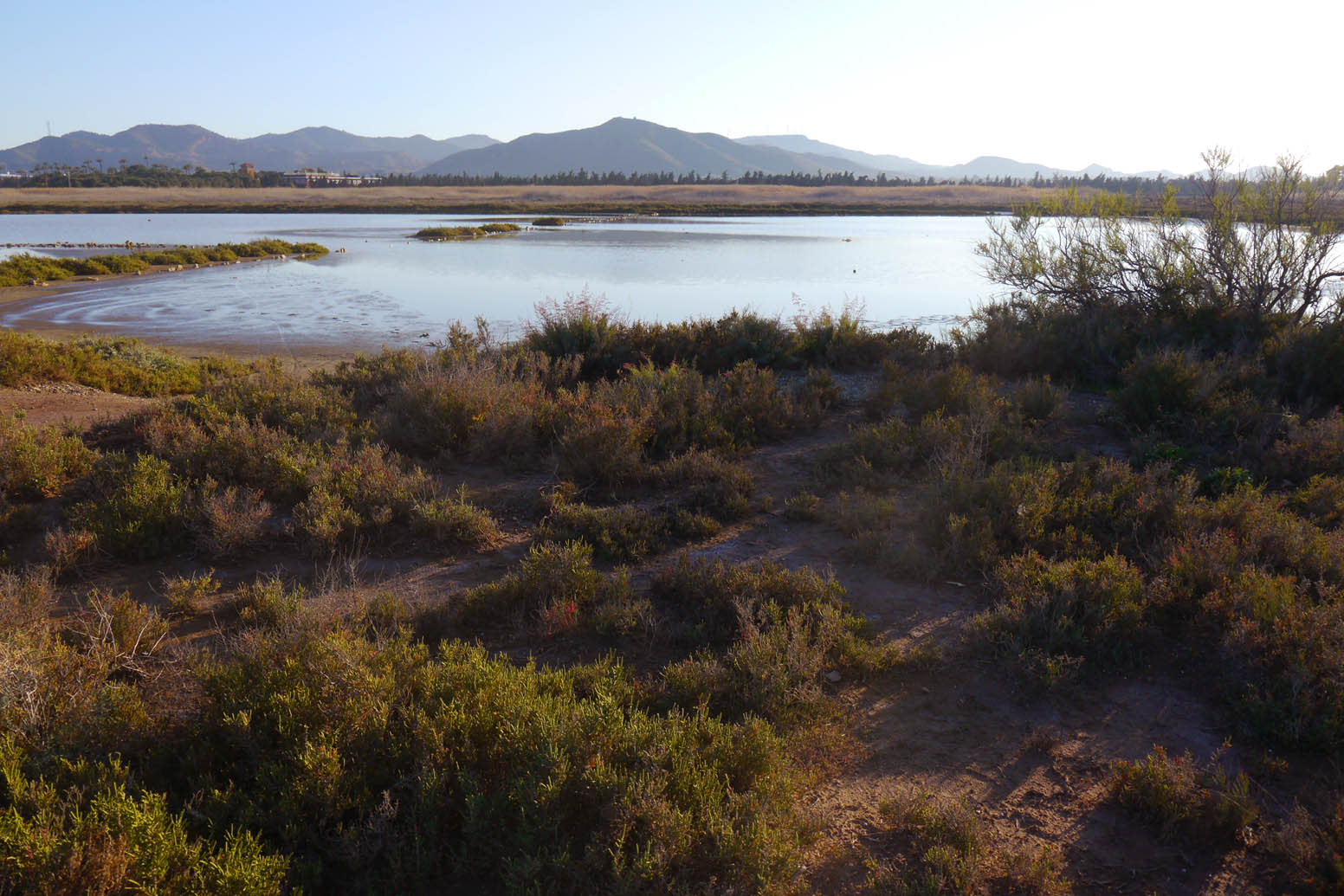
Lo Poyo
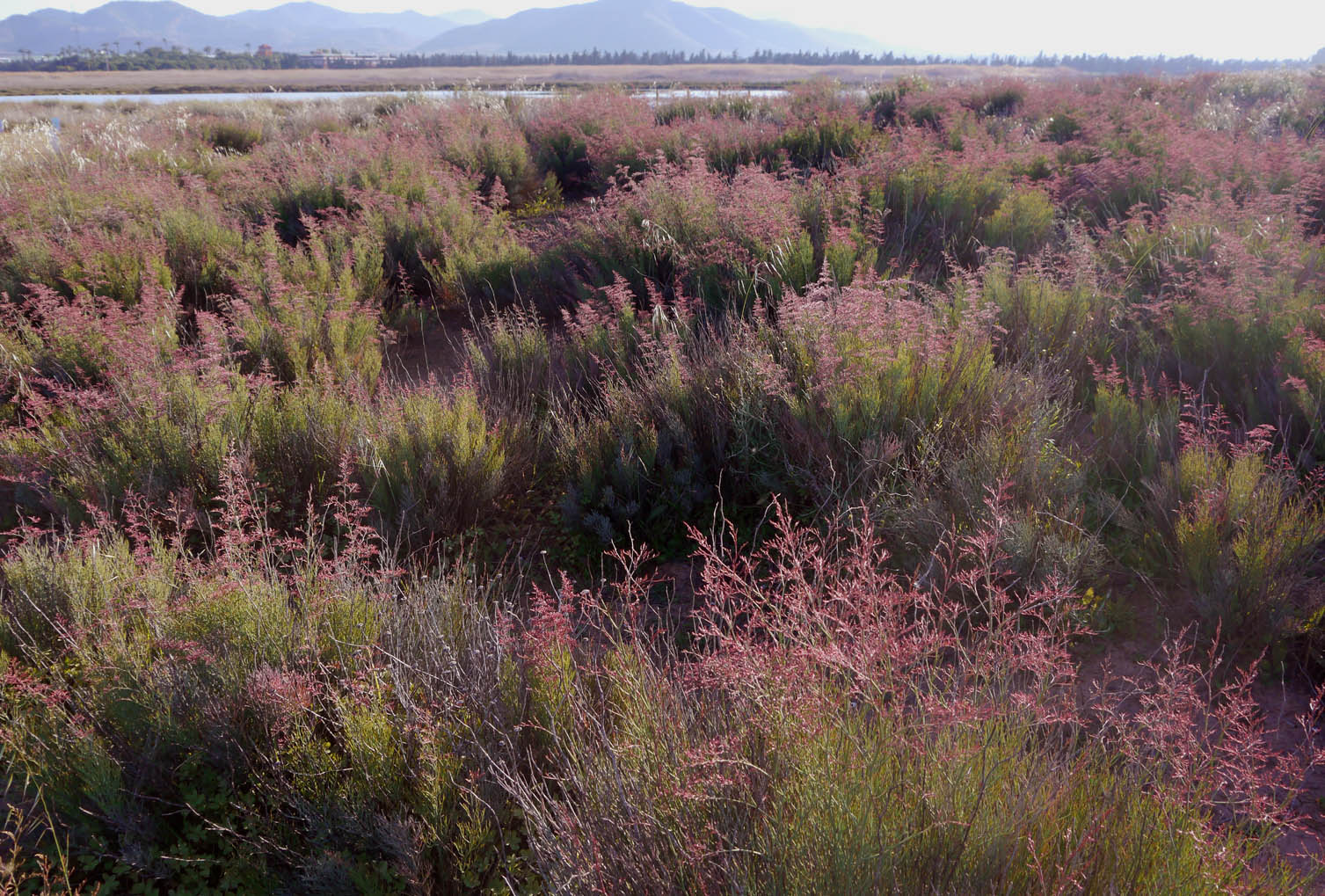
Eexmplaires de Limonium caesium.
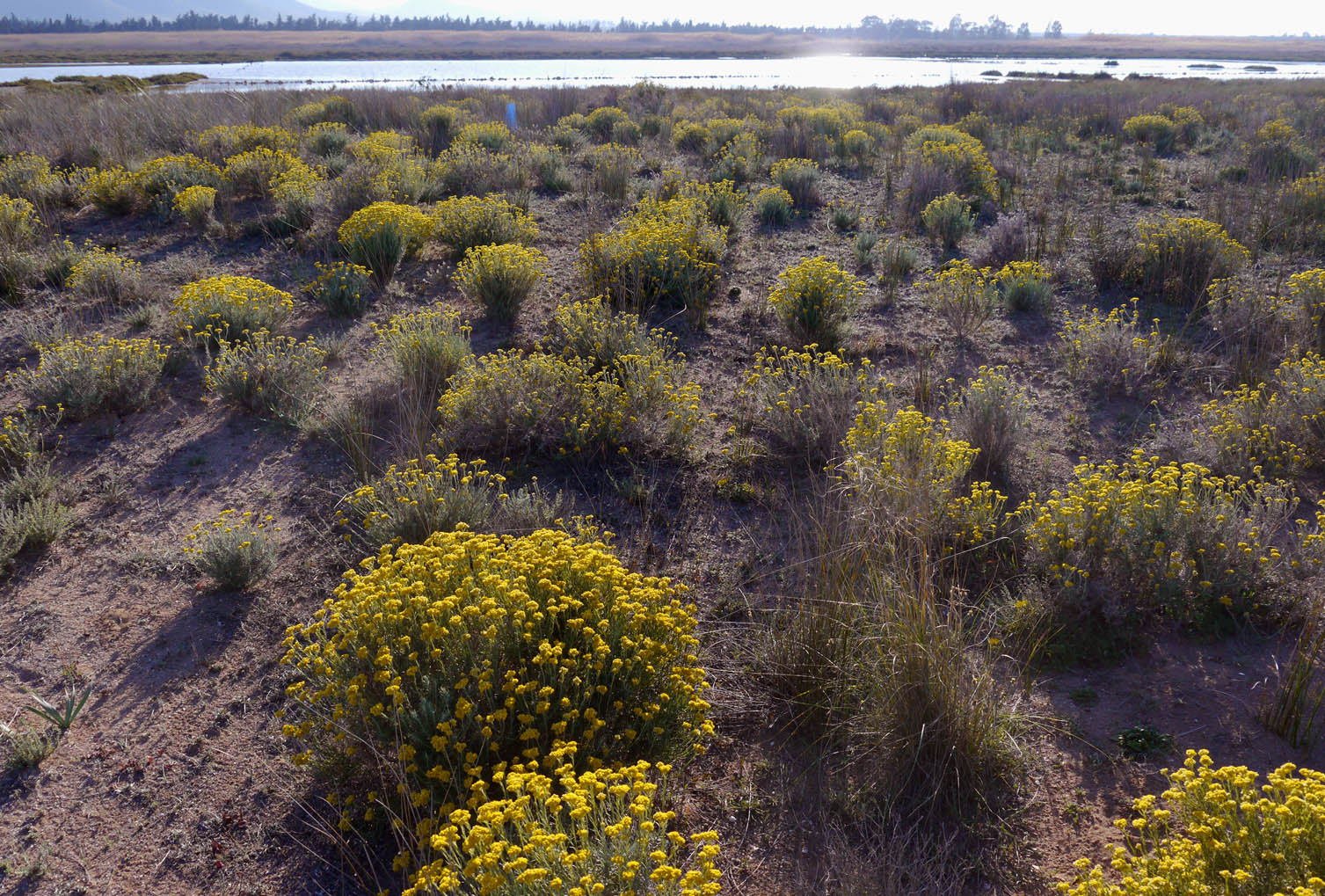
Immortelle commune (Helichrysum stoechas) dans la zone de bancs de sable.
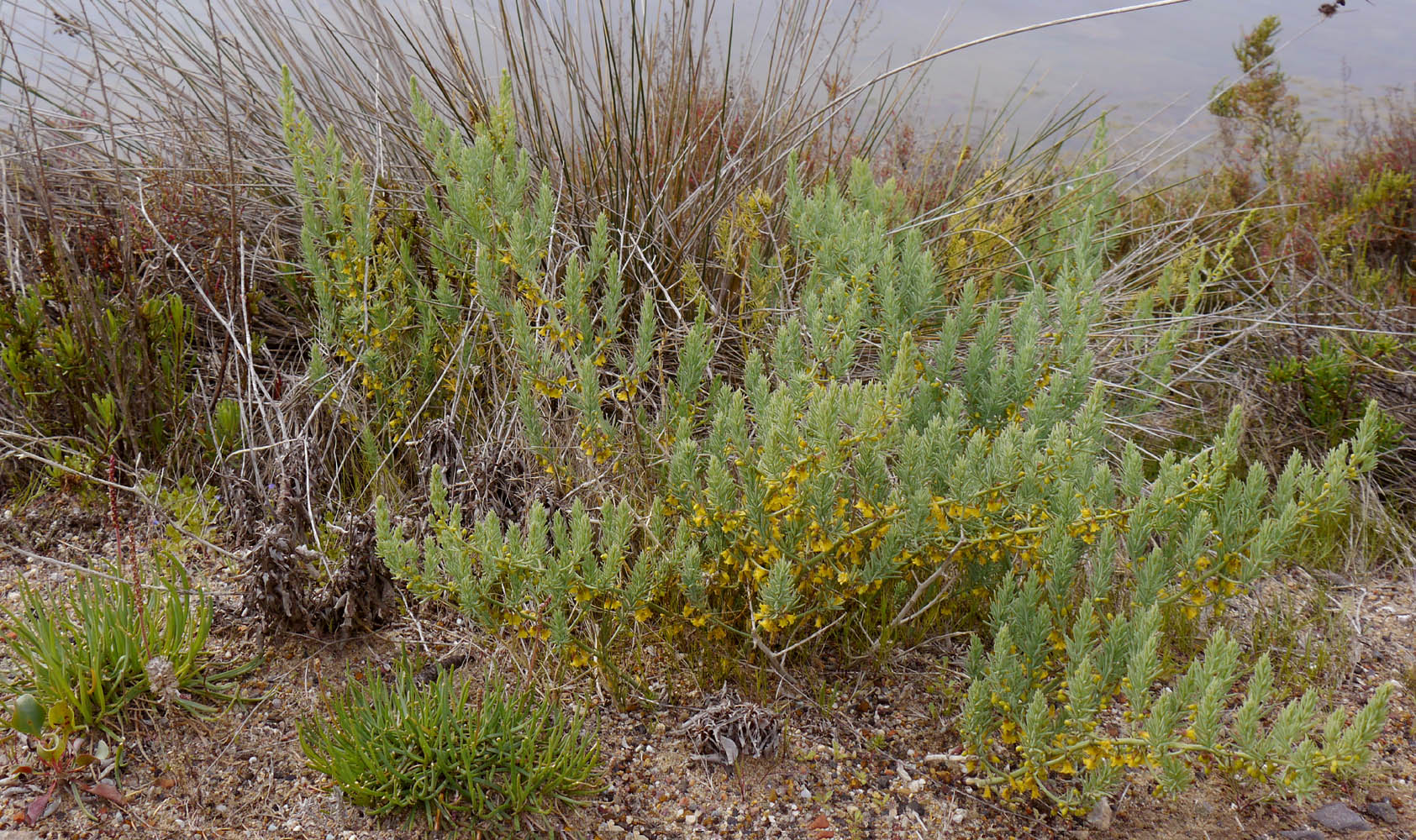
Esparraguera du Mar Menor, espèce en danger critique d'extinction.
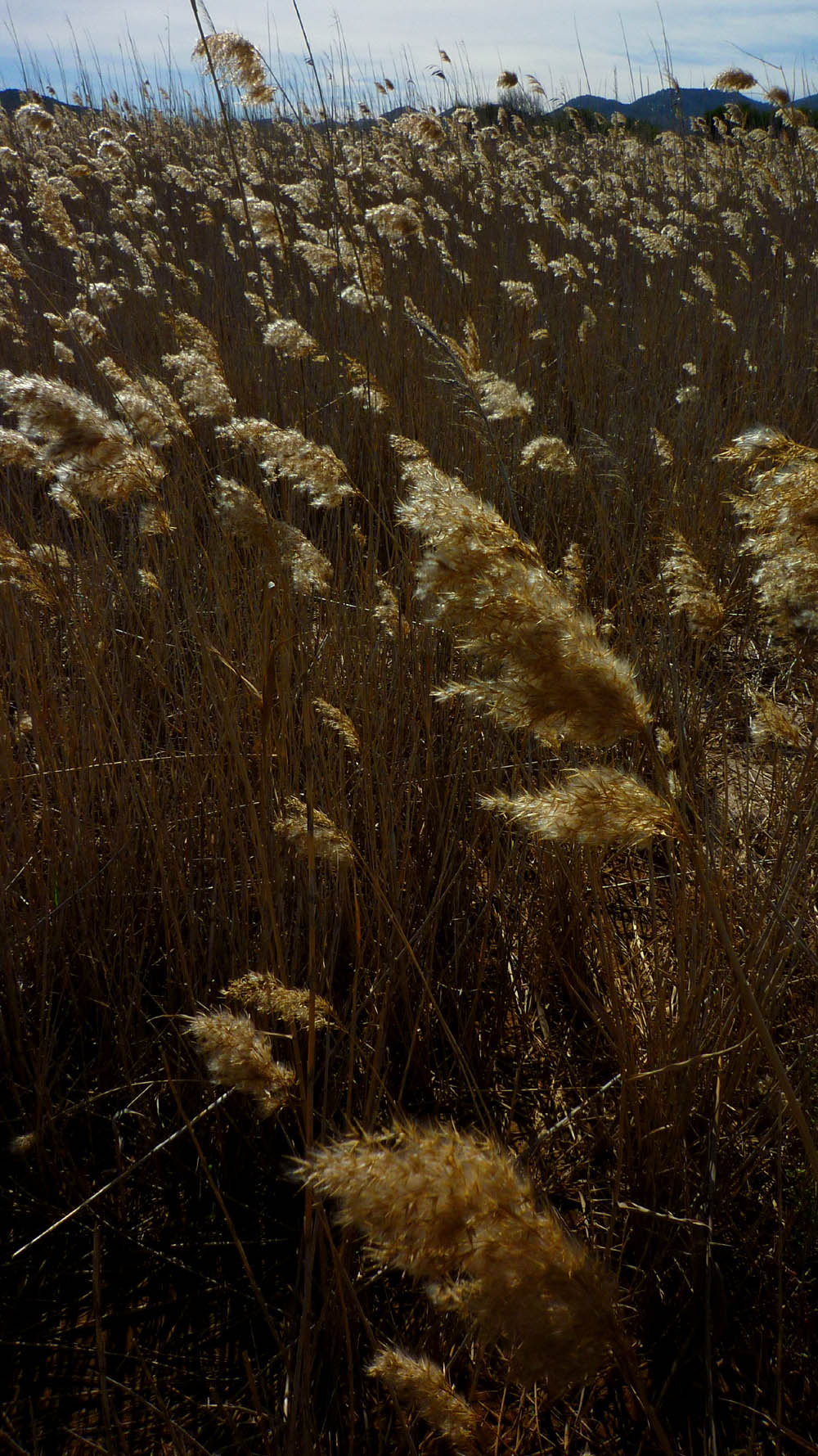
Roseau (Phragmites australis).
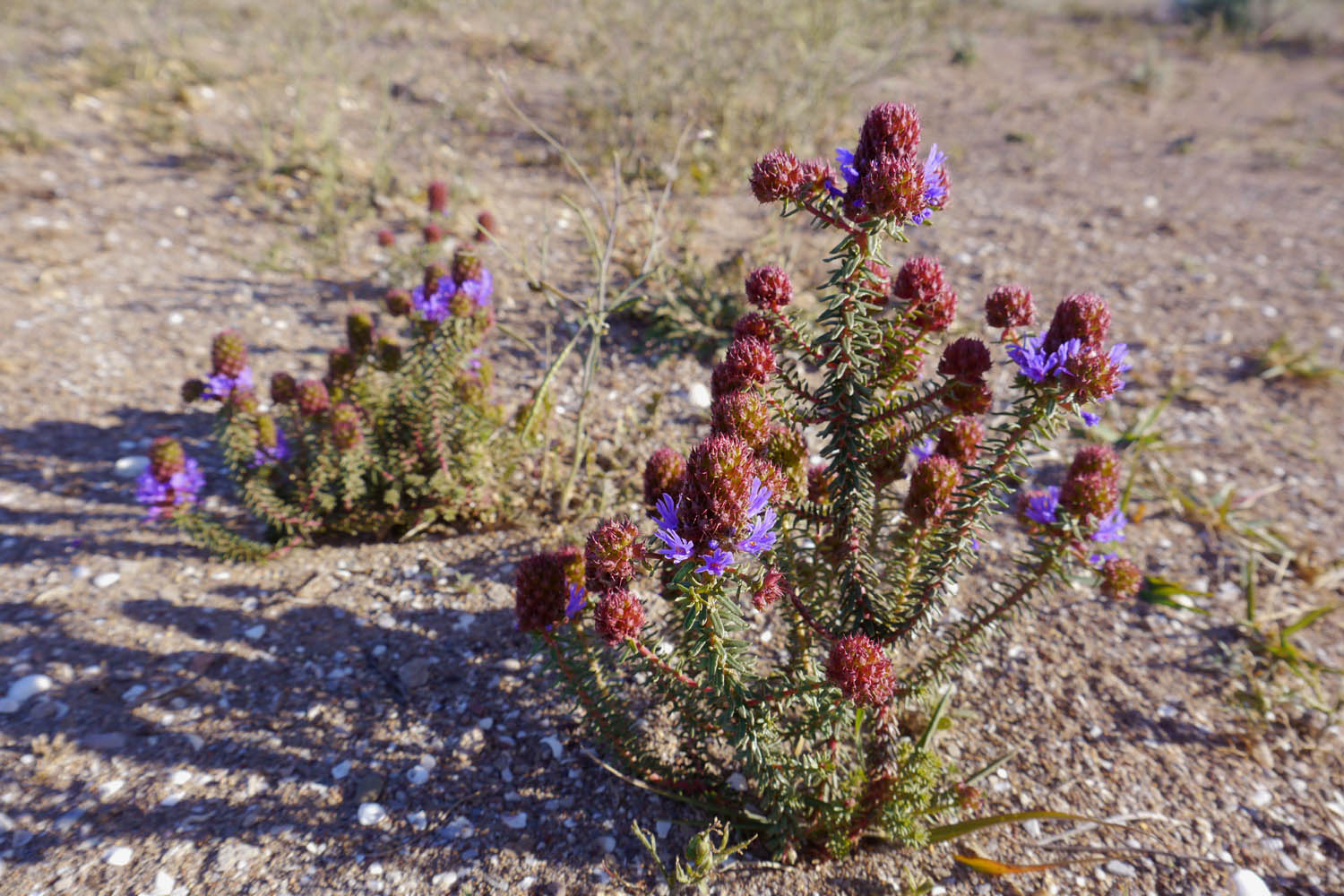
Coris monspeliensis.